# Deux bâtiments anciens à Požarevac
Les deux bâtiments anciens à Požarevac (en serbe cyrillique : Две старе зграде у Пожаревцу ; en serbe latin : Dve stare zgrade u Požarevcu) se trouvent à Požarevac, dans le district de Braničevo, en Serbie. Ils sont inscrits sur la liste des monuments culturels protégés de la République de Serbie (identifiant no SK 972).

## Présentation
Dans la partie ancienne de Požarevac, rue Nemanjina, se trouvaient deux maisons du voïvode Petar Dobrnjac (1771-1828) ; né à Dobrnje, il a été le chef des insurrections de la région de Požarevac lors du Premier soulèvement serbe contre les Ottomans et, avec Milenko Stojković et Karađorđe (Karageorges), il a participé à la libération de la ville ; il s'est notamment fait remarquer à la bataille d'Ivankovac en 1805 ; jusqu'à son départ de Serbie en 1811, il a vécu à Požarevac. Jusqu'à la fin du XXe siècle, les maisons de Petar Dobrnjac étaient les bâtiments les plus anciens de la ville subsistant de la période précédant le Premier soulèvement ; dans les années 2000, une des maisons a été détruite alors que l'autre, la plus récente, a été restaurée.

## Maison haute
La « maison haute » (en serbe : Gornja kuća), surnommée « mutvak » (en arabe : « la cuisine »), avait un porche au nord avec un « doksat », une sorte de véranda, sous laquelle se trouvait l'entrée de la cave. Les fondations étaient en briques et les murs étaient construits selon la technique des colombages ; le toit, de structure complexe, était recouvert de tuiles. L'espace intérieur était organisé autour de la « kuća » centrale, c'est-à-dire la « maison » au sens restreint du terme, avec en plus deux autres pièces et une « magaza », une sorte de grenier auquel on accédait de l'extérieur. Avec le doksat, la maison mesurait 14,17 m sur 6,55.

## Maison basse
L'autre maison, la « maison basse » (en serbe : Donja kuća), est un édifice doté d'un simple rez-de-chaussée construit sur des fondations en briques, avec des murs à colombages et un toit à quatre pans recouvert de tuiles. Si l'on en juge par sa construction et son style, elle apparaît comme un bâtiment plus tardif ; les restaurations de la fin du XXe siècle lui ont rendu son apparence d'origine. La maison basse conserve des plafonds peints, ce qui est une rareté. Elle mesure 14,20 m sur 9,70.

## Musée
Les deux maisons conservaient des objets anciens et du mobilier aujourd'hui présentés dans la maison basse qui fait partie du département historique du Musée national de Požarevac sous le nom de « Fonds Petar Dobrnjac »,.